# FK 바르다르
FK 바르다르(FK Vardar)는 북마케도니아 스코페를 연고지로 하는 축구 클럽으로, 1947년에 창단했으며 1992년부터 현재까지 북마케도니아 1부 리그에 참가하고 있다. 북마케도니아 1부 리그에서 총 11회 우승하였으며 리그컵은 5차례 들어올렸다.

## 역대 성적
2020년 7월 5일  기준

### 국내 리그
- 북마케도니아 1부 리그
  - 우승 (11): 1992–93, 1993-94, 1994–95, 2001–02, 2002–03, 2011–12, 2012–13, 2014–15, 2015–16, 2016–17, 2019-20
- 유고슬라비아 1부 리그
  -  우승 (1, 무효 처리됨): 1986–87
- 유고슬라비아 2부 리그
  - 우승 (6): 1951–52, 1956–57, 1959–60, 1962–63, 1971–72, 1978–79

### 국내 컵대회
- 북마케도니아컵
  - 우승 (5) : 1992-93, 1994–95, 1997–98, 1998–99, 2006–07
- 북마케도니아 슈퍼컵
  - 우승 (1):2013, 2015
- 유고슬라비아 컵
  - 우승 (1): 1960–61
- 북마케도니아컵
  - 우승 (12): 1955–56, 1965–66, 1966–67, 1967–68, 1968–69, 1969–70, 1970–71, 1971–72, 1972–73, 1979–80, 1980–81, 1992–93

## 선수 명단

### 현역
참고: FIFA 자격 규정에 따라 소속된 국가대표팀 국기를 표시합니다. 선수는 복수의 FIFA 비회원국 국적을 가지고 있을 수 있습니다.
| 번호 | 포지션 | 국적 | 이름 |
| ---- | ------ | ---- | ---- |

| 번호 | 포지션 | 국적         | 이름            |
| ---- | ------ | ------------ | --------------- |
| 87   | GK     | 북마케도니아 | 필립 가체프스키 |
| 88   | MF     | 세르비아     | 네마냐 보산치치 |

## 역대 감독
| 감독            | 임기        |
| --------------- | ----------- |
| 스체판 보베크   | 1978 ~ 1981 |
| 고체 세들로스키 | 2015 ~ 2017 |
| 보반 바분스키   | 2018        |
| 고체 세들로스키 | 2024 ~      |